# Großsteingräber bei den Düvelskuhlen
Die Großsteingräber bei den Düvelskuhlen (Düvelskuhlen I und II – auch Sögel II und III genannt) sind benachbarte neolithische Ganggräber mit den Sprockhoff-Nrn. 831 und 832. Sie entstanden zwischen 3500 und 2800 v. Chr. als Megalithanlagen der Trichterbecherkultur (TBK). Neolithische Monumente sind Ausdruck der Kultur und Ideologie neolithischer Gesellschaften. Ihre Entstehung und Funktion gelten als Kennzeichen der sozialen Entwicklung.
Sie liegen südlich von Sögel und südlich der Düvelskuhlen in einem Waldstück beiderseits der K127 (Sögeler Str.) nach Groß Stavern im Landkreis Emsland in Niedersachsen.

## Düvelskuhlen I
Die in etwa west-ost orientierte Anlage Düvelskuhlen I war bis zum Jahre 1932 in einem etwa 1,6 Meter hohen und 30 × 25 Meter großen, Hügel eingebettet. Als Sprockhoff das Grab 1926 katalogisierte, ergab sich nur ein rudimentäres Bild. 1932 wurde die Anlage bei der ersten Ausgrabung ihrer Art im Emsland freigelegt und in ihren heutigen Zustand versetzt. Dabei wurden 35 Steine der ovalen Einfassung, neun Trag- und vier Decksteine, der neun Meter langen Kammer und zwei Steine des Zugangs freigelegt. Der Zugang der Emsländischen Kammer liegt, was nur selten vorkommt, nicht mittig, sondern ist nach Westen verschoben.

## Düvelskuhlen II

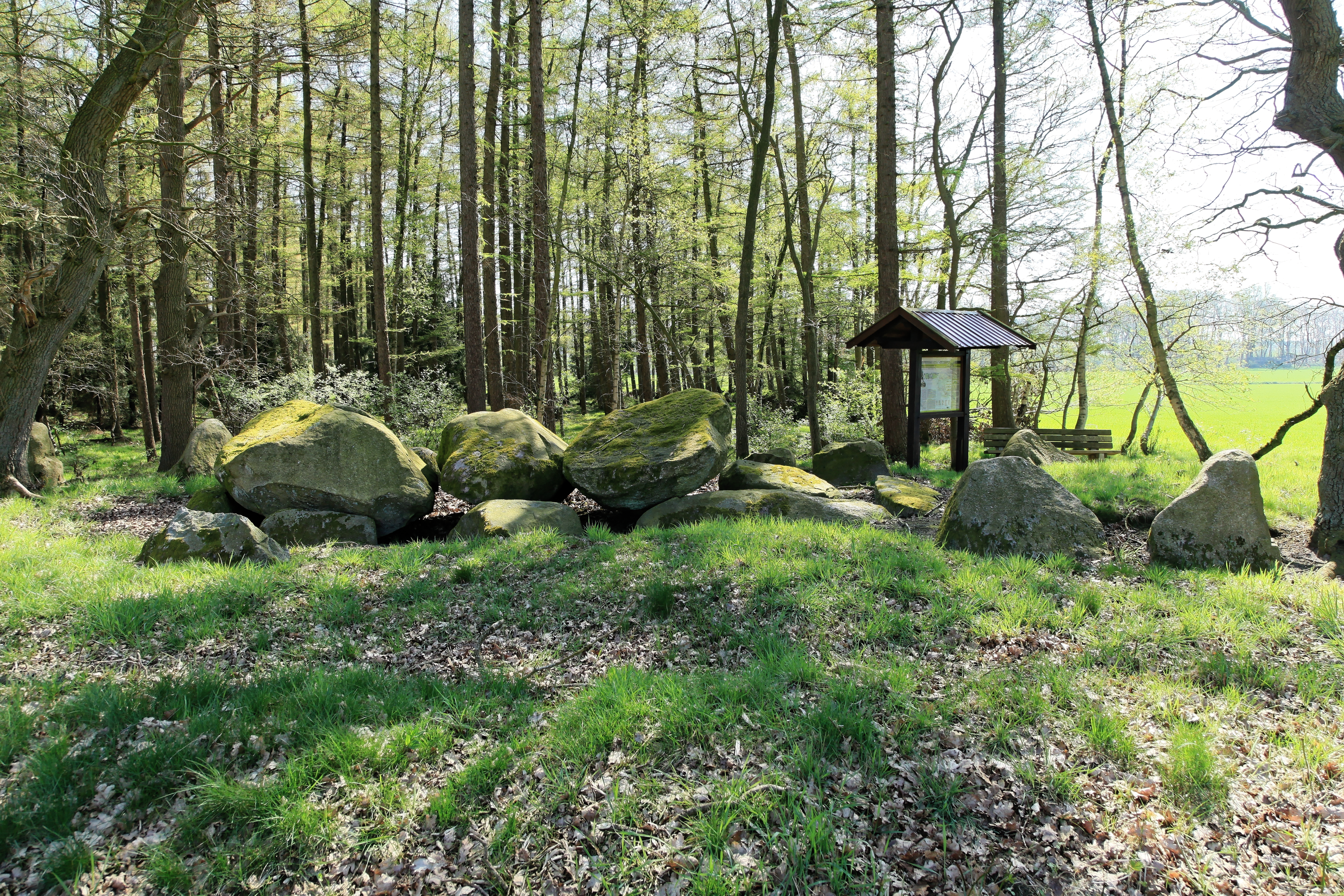
Das Großsteingrab Düvelskuhlen II

Die benachbarte Südwest-Nordost-orientierte Anlage Düvelskuhlen II ist keine Emsländische Kammer, sondern ein Hünenbett. Hünenbetten gibt es im Emsland nur in Groß Berßen, Klein Stavern (Deymanns Mühle IV) und hier. Das rechteckige Hünenbett, von dem noch 41 Granitsteine erhalten sind, ist 19,0 × 5,5 Meter groß, die fast mittig liegende Kammer mit einst vier Decksteinen, der südwestliche Deckstein fehlt, ist sechs × drei Meter groß. Die Bestandsaufnahme Sprockhoffs von 1926 ging verloren, eine Skizze der Sögeler Archäologin und Prähistorikerin Elisabeth Schlicht (1914–1989) von 1942 zeigt deutliche Abweichungen zur heutigen Situation. Meißelspuren und Bohrlöcher an mehreren Steinen sind Spuren der Zerstörung.
Die Mansenberge sind eines der größten Hügelgräberfelder des westlichen Niedersachsens. Sie liegen in ungleichmäßiger Streuung südlich der Großsteingräber bei den Düvelskuhlen.